# Мастерсхаузен
Мастерсхаузен (њем. Mastershausen) општина је у њемачкој савезној држави Рајна-Палатинат. Једно је од 134 општинска средишта округа Рајн-Хунсрик. Према процјени из 2010. у општини је живјело 1.092 становника. Посједује регионалну шифру (AGS) 7140204.

## Географски и демографски подаци
Мастерсхаузен се налази у савезној држави Рајна-Палатинат у округу Рајн-Хунсрик. Општина се налази на надморској висини од 379 метара. Површина општине износи 11,8 km². У самом мјесту је, према процјени из 2010. године, живјело 1.092 становника. Просјечна густина становништва износи 92 становника/km².